# Taxman (brano musicale)
Taxman è una canzone dei Beatles, scritta da George Harrison e pubblicata nell'album del 1966 Revolver.

## Il brano
Il testo del brano è un sarcastico attacco al fisco e alle alte sfere del governo britannico dell'epoca. Revolver è il disco in cui Harrison inizia a mettersi più in luce, non solo componendo tre pezzi dell'LP, ma anche ricevendo l'onore del brano d'apertura. La canzone inizia con un colpo di tosse sul quale si sovrappongono il basso pulsante di Paul McCartney e la chitarra di Harrison.

### Composizione
Quando Harrison si rese conto che la maggior parte dei soldi guadagnati dai Beatles se ne andava in tasse, decise di scrivere una canzone per denunciare e prendere in giro l'assurdità del sistema fiscale britannico. I lauti guadagni dei Beatles li avevano fatti balzare in cima alla lista degli obiettivi degli esattori del fisco in Gran Bretagna, con la band costretta a pagare una "supertassa" del 95% sulle entrate totali, introdotta dal governo laburista di Harold Wilson.
Harrison ricevette aiuto per il testo da parte di John Lennon, che scrisse qualche strofa per lui. Nel 1980, Lennon ricordò in una intervista alla rivista Playboy: «Mi ricordo quando [George] mi chiamò per chiedermi di aiutarlo con Taxman, una delle sue migliori canzoni. [...] Buttai giù qualche strofa per aiutarlo a fare andare avanti la canzone. Venne da me perché sapeva che Paul all'epoca non lo avrebbe aiutato. Neanche io avrei voluto farlo. [...] ma siccome gli volevo bene e non volevo ferirlo, mi morsi la lingua e dissi OK».

### Registrazione
Il secondo dei tre giorni che i Beatles impiegarono per la registrazione vedeva la composizione completa nella sua ossatura; mancavano però ancora il conteggio introduttivo, i cori di sottofondo e l'assolo finale di chitarra a opera di Paul McCartney.
I cori in sottofondo citano "Mr. Wilson" e "Mr. Heath", rispettivamente il Primo Ministro inglese dell'epoca Harold Wilson (che aveva consegnato loro l'onorificenza Members of the Order of the British Empire appena l'anno prima) e Edward Heath il leader dell'opposizione, in seguito anche lui diventato Primo Ministro. Wilson e Heath erano i leader dei due maggiori partiti politici britannici, i Laburisti e i Conservatori.
I versi «Ha, Ha, Mr. Wilson; Ha, ha, Mr. Heath», opera di Lennon, rimpiazzarono il ritornello velocizzato «Anybody got a bit of money?» presente nella take 11, come si può evincere dalla versione iniziale della canzone che venne pubblicata in seguito sull'Anthology 2 nel 1996.
La strofa che recita: «Now my advice for those who die / Declare the pennies on your eyes» ("Dunque un consiglio per chi muore / Dichiarate le monetine sui vostri occhi") è un riferimento alla curiosa tradizione anglofona, ormai in disuso, di posizionare due monetine sulle palpebre del defunto prima di seppellirlo.
Nel 1987, Harrison disse che era rimasto compiaciuto dal fatto che McCartney avesse voluto suonare l'assolo di chitarra in Taxman. Riferendosi al celebre assolo di McCartney, Harrison disse: «Mi fece piacere che Paul abbia suonato in Taxman. Se ci fate caso, gli ha dato un piccolo tocco indiano in mio onore».

## Formazione
The Beatles
- George Harrison - voce, chitarra ritmica e solista
- John Lennon - cori
- Paul McCartney - cori, basso, chitarra solista
- Ringo Starr - batteria, tamburello, campanaccio

Crediti
- George Martin - produttore
- Geoff Emerick - ingegnere del suono

## Cover
La canzone è stata eseguita e incisa su disco da svariati altri artisti, tra i quali Junior Parker, Black Oak Arkansas, Bill Wyman, The Music Machine, Stevie Ray Vaughan, Nickel Creek, Les Fradkin, Garrison Starr, Rockwell, i Mutual Admiration Society e i The Power Station.
I Tom Petty and the Heartbreakers eseguirono la canzone durante il concerto tributo del 2002 a George Harrison, il Concert for George, organizzato dopo la scomparsa del musicista.
Nel film parodia della storia dei Beatles All You Need Is Cash prodotto da Eric Idle dei Monty Python, tra l'altro grande amico di Harrison, George interpreta ironicamente proprio un esattore delle tasse, un "taxman".